# Francesco Paolucci
Francesco Paolucci (Forlì, agosto 1581 – Roma, 9 luglio 1661) è stato un cardinale italiano.

## Biografia
Apparteneva alla nobile famiglia forlivese dei conti di Calboli, figlio di Giovanni Paolucci e Bernardina Maseri.
Suo zio Fabrizio lo introdusse dodicenne alla corte del cardinale Cesare Baronio: ebbe importanti incarichi presso la Curia Romana ma rifiutò l'episcopato offertogli dai papi Gregorio XV e Urbano VIII.
Papa Alessandro VII lo creò cardinale presbitero con il titolo di San Giovanni a Porta Latina nel concistoro del 9 aprile 1657. Fu prefetto della Sacra Congregazione del Concilio (1657-1661).
È sepolto nella chiesa romana di Santa Maria in Vallicella.